# Regresa (miniserie)
Regresa es una miniserie peruana transmitida por Canal 9 en el año 1991, fue dirigida por Michel Gómez y escrita por Eduardo Adrianzen. Fue protagonizada por Zonaly Ruiz Padilla , Juan Manuel Ochoa , Charo Verástegui , Carlos Velásquez y Julio Vega.

## Elenco
- Zonaly Ruiz Padilla
- Juan Manuel Ochoa
- Charo Verástegui
- Carlos Velásquez
- Julio Vega
- Antonio Aguinaga
- María Inés Canales
- Humberto Cavero
- Tatiana Espinoza como Carmen.
- Gabriel Figueroa como Doctor Cruz.
- Sergio Galliani
- Ramón García
- Jenny Hurtado
- Gaby Alejandra Lara
- Carlos Mesta como Juan.
- Lilian Nieto
- Luis Ángel Otoya como Maestro Santos.
- Gilberto Reyes
- Jorge Rodríguez Paz
- Ciro Umeres
- Carlos Victoria
- Patricia de la Fuente como Teresa.
- Pilar Brescia
- Eduardo Adrianzén
- Isabel Puvai
- Teresa Palomino